# ایموه ازکیل
ایموه ازکیل (انگلیسی: Imoh Ezekiel؛ زاده ۲۴ اکتبر ۱۹۹۳) یک بازیکن فوتبال اهل نیجریه است.